# Замлинский, Владимир Александрович
Владимир Александрович Замлинский (24 июня 1930 — 23 декабря 1993) — советский и украинский историк, источниковед, архивист; доктор исторических наук (с 1979 года), профессор (с 1985 года).

## Биография
Родился 24 июня 1930 года в городе Андрушёвка, Житомирская область. В 1949 году окончил Бердичевское ремесленное училище. По окончании работал слесарем, мастером, начальником цеха, технологом. В 1952—1956 годах служил в ВМФ СССР.
В 1964 году окончил Московский историко-архивный институт, работал учителем, директором Волынского областного партийного архива, старшим научным сотрудником Института истории партии при ЦК КПУ. В 1975—1981 годах — заместитель главного редактора «Украинского исторического журнала». В течение многих лет был членом редколлегии журналов «Архивы Украины», «Пам’ятки України», «Киевская старина». В 1978 году защитил докторскую диссертацию «Коммунистическая партия — организатор и руководитель всенародной борьбы против немецко-фашистских захватчиков в западных областях Украины». В 1982—1993 годах заведовал кафедрой архиво- и источниковедения исторического факультета Киевского университета.
Умер 23 декабря 1993 года в Киеве, похоронен на Берковецком кладбище.

## Научная деятельность
Владимир Замлинский автор более 300 научных публикаций, среди которых 16 монографий. Это историко-публицистические труды, исследования по истории развития архивоведения, историографии и отдельных источниковедческих отраслей знаний, многочисленные статьи в периодике по проблемам развития комплекса специальных исторических дисциплин, среди которых — генеалогические исследования казацких родов, родословной гетманов Украины, исследование роли и места личности в истории, проблемы городской и родовой геральдики, исторической географии и прочее. В частности, это труды, освещающие жизнь и деятельность гетманов Украины: П. Конашевича-Сагайдачного, П. Дорошенко, П. Полуботка, Ф. Орлика и жизненный и творческий путь известных украинских деятелей и историков (М. Максимовича, Н. Костомарова). Значительное внимание уделил фигуры Богдана Хмельницкого («Богдан Хмельницкий», М., 1989).
Изучал источники и архивные материалы периода Великой Отечественной войны. Под его руководством составлен и издан сборники документов и материалов «Днепр — река героев. Свидетельства всенародного подвига» (1983), «В борьбе против фашизма» (1985), «Лето 1941. Украина. Хроника событий» (1991).
Он также автор текста Шевченковского календаря на 1994 год, руководитель авторского коллектива труда «История Украины в лицах IX—XVIII вв.» (1993). При его участии к 160-летию со дня основания университета подготовлено издание «Киевский университет имени Тараса Шевченко. Страницы истории и современности» (1994).

## Труды
- Життя для людей. Львів, 1962;
- Астронавт. Львів, 1964;
- Волинський полк іде в революцію. Львів, 1967;
- Васюти. Львів, 1973;
- З вірою в перемогу. К., 1976;
- Киевский университет: Док. и мат. 1834—1984. К., 1984 (соавтор);
- Несокрушимое единство. К., 1984;
- Перемогу кували єдиною сім'єю. К., 1985;
- Подвигом прославлены. К., 1985;
- Богдан Хмельницкий. Москва, 1989;
- Исторические дисциплины. Краткий библиографический справочник-указатель. К., 1990;
- Специальные исторические дисциплины: Учеб. пособ. К., 1992 (соавтор);
- Історія України в особах ІХ-ХVІІІ ст. К., 1993.